# Quần lót nữ

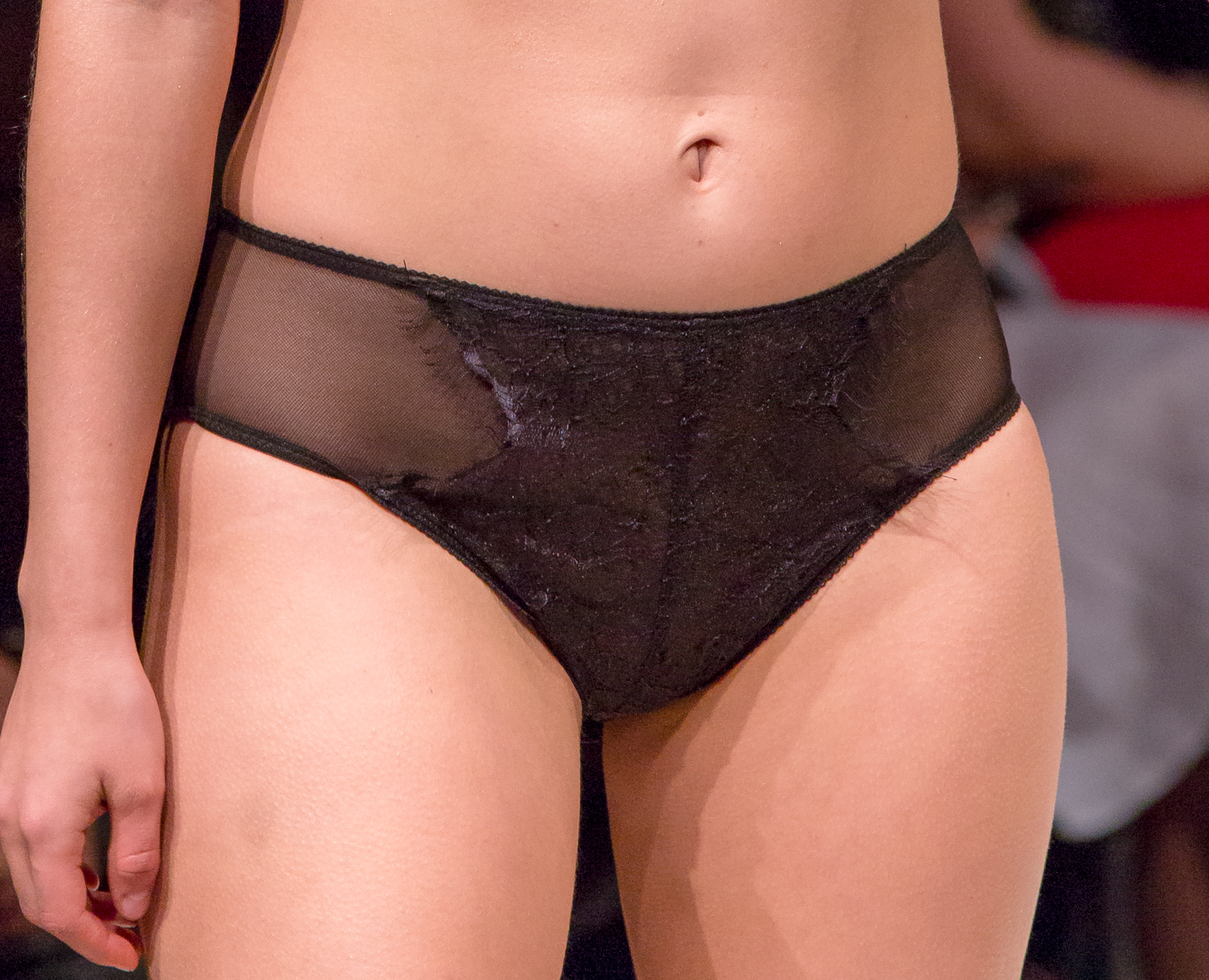
Trình diễn nội y quần lót nữ viền đen

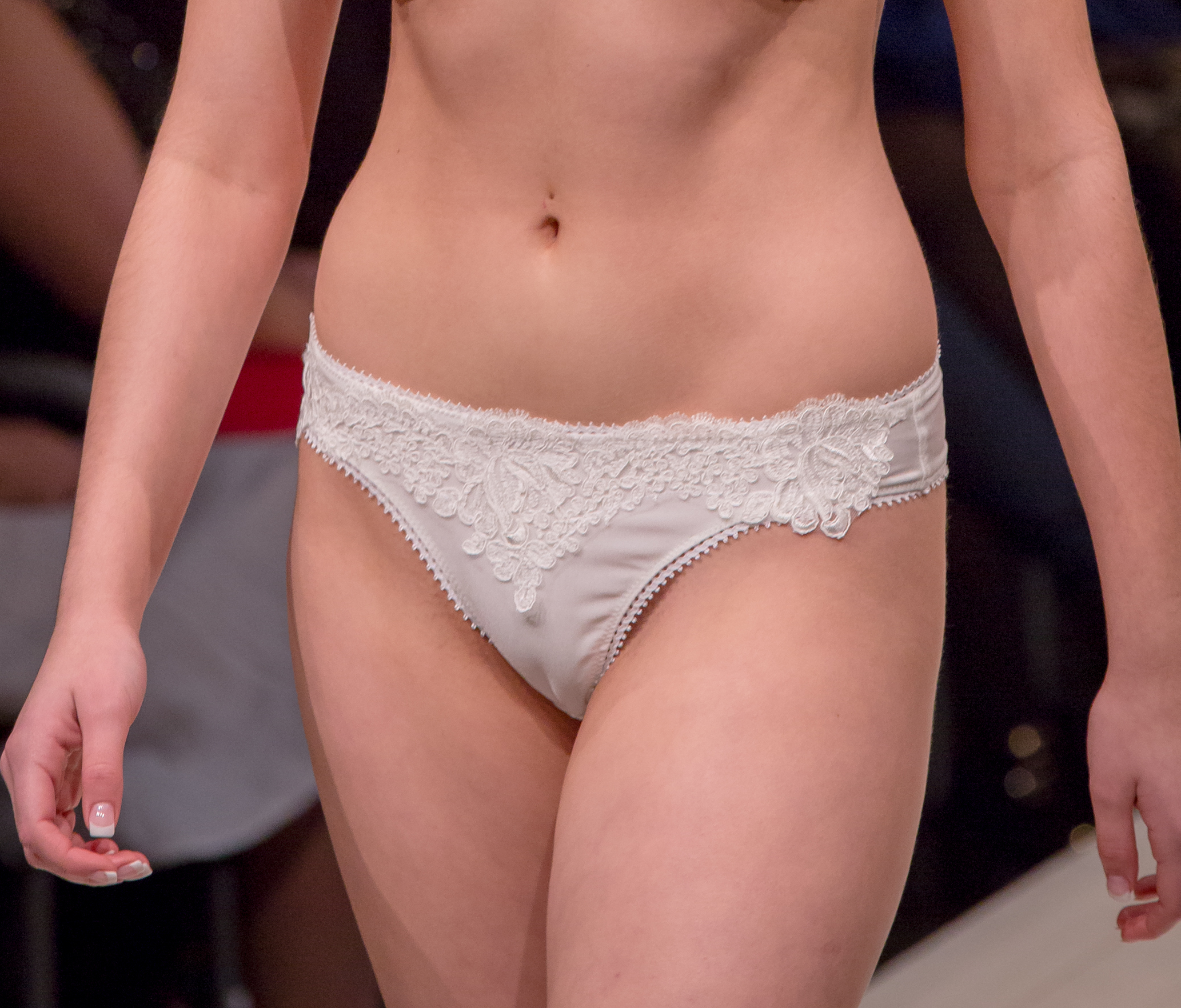
Một nữ người mẫu trình diễn trang phục quần lót nữ

Quần lót nữ (Panties) là loại quần lót ôm sát dành cho phụ nữ. Các thành phần điển hình bao gồm một viền eo đàn hồi, một miếng đáy quần để che bộ phận sinh dục (thường được lót bằng vật liệu thấm hút như cotton) và một cặp lỗ chân, giống như cạp quần, thường được làm bằng chất liệu đàn hồi. Nhiều loại vật liệu khác nhau được sử dụng, nhưng thường được ưu tiên chọn nguyên vật liệu có tính thoáng khí. Quần lót nữ được làm từ nhiều loại vật liệu, bao gồm cotton, ren, latex, da, lycra, lưới, nylon, PVC, polyester, da thô, satin và lụa. Cấu trúc thường bao gồm hai mảnh (phía trước và phía sau) được nối với nhau bằng đường may ở đáy quần và hai bên, và có một đường viền quần thêm thường nằm ở đáy quần, với phần cạp quần và ống quần được làm bằng chất liệu đàn hồi. Việc sử dụng đồ lót giống với quần lót hiện đại sớm nhất được biết đến có niên đại từ năm 4.400 trước Công nguyên trong thời kỳ văn hóa Badari ở Ai Cập. 
Ở Hoa Kỳ và Canada, "quần lót" là thuật ngữ được ưa chuộng để chỉ đồ lót nữ. Ở Vương quốc Anh và đôi khi ở các quốc gia Khối thịnh vượng chung khác như Úc, và New Zealand, cũng như ở Ireland, quần lót nữ có thể được gọi là knickers, "undies", hoặc đơn giản là "underwear". Hai từ cuối cùng trong số này là các thuật ngữ trung tính về giới tính và có thể được sử dụng cho cả kiểu quần lót nam hoặc nữ, từ tương đương trong tiếng Anh Mỹ là underpants. Ở Úc, quần lót nam thường được gọi là "undies", mặc dù từ này cũng có thể ám chỉ quần lót nữ. Quần lót nữ được phân loại thành nhiều kiểu khác nhau dựa trên các tiêu chí như độ che phủ phía sau, chiều rộng ở hai bên và chiều cao khi mặc. Các loại này không nhất thiết phải khác biệt và cách sử dụng có thể khác nhau đôi chút giữa các thương hiệu. Boyshorts che hông và được đặt tên theo sự giống nhau của chúng với trang phục võ sĩ, một biến thể của quần đùi võ sĩ. Một số giống với đồ lót của nam giới, hoàn chỉnh với khóa kéo và viền tương phản. Không giống như quần lót của nam giới, kiểu quần này thường được cắt thấp hơn, loại này thường che hầu hết mông.